# Acalypha matsudai
Acalypha matsudai é uma espécie de flor do gênero Acalypha, pertencente à família Euphorbiaceae.